# 赫伊曾
赫伊曾（荷蘭語：Huizen，[ˈɦœy̯zə(n)] ⓘ）是荷兰的一个市镇，属于北荷兰省。是阿姆斯特丹都市区的一部分。海拔3米。人口41,236。
Huizen在荷兰语是房子的意思。赫伊曾是Het Gooi的一部分，Het Gooi是富人和明星聚集的地方。

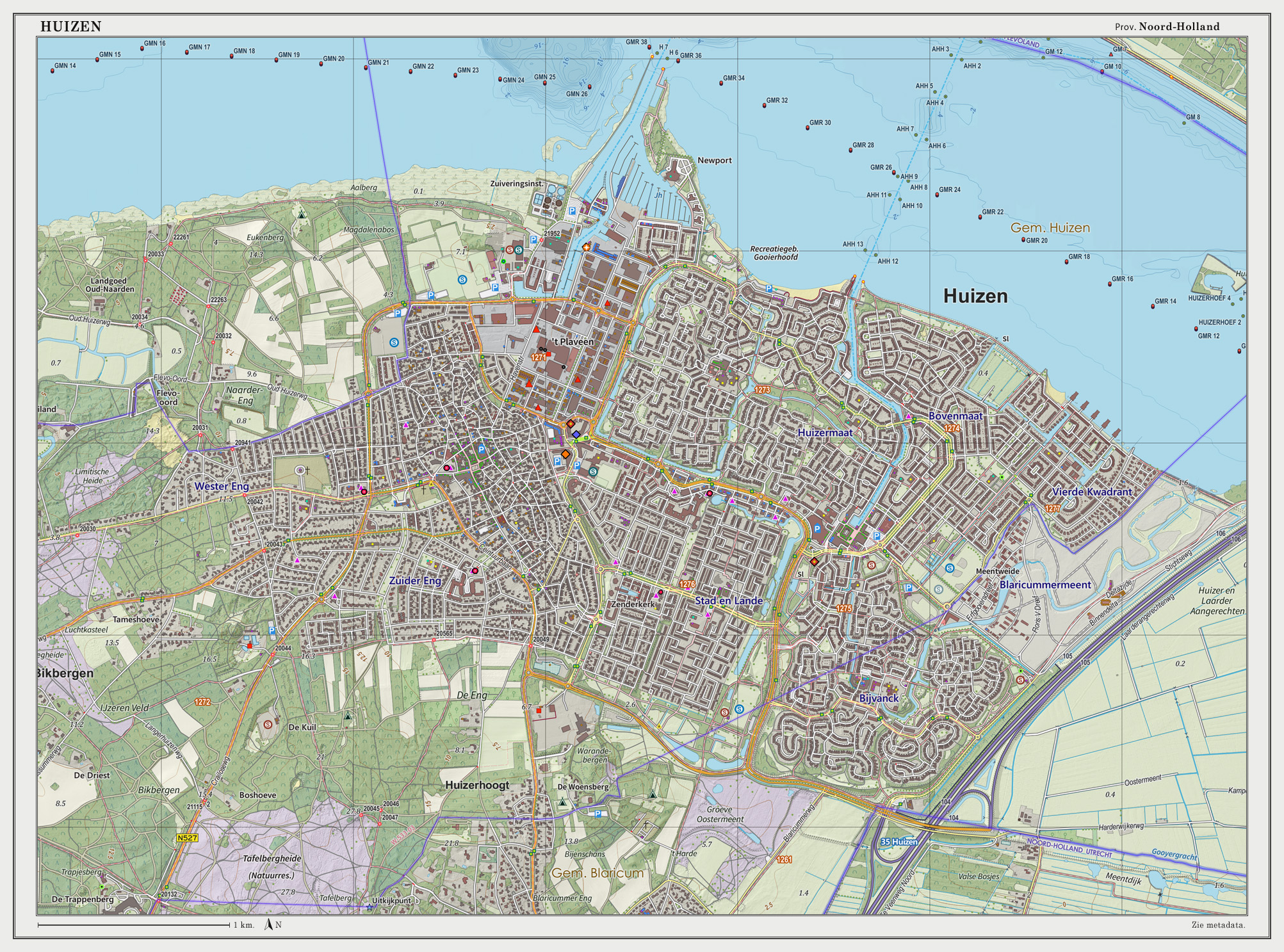

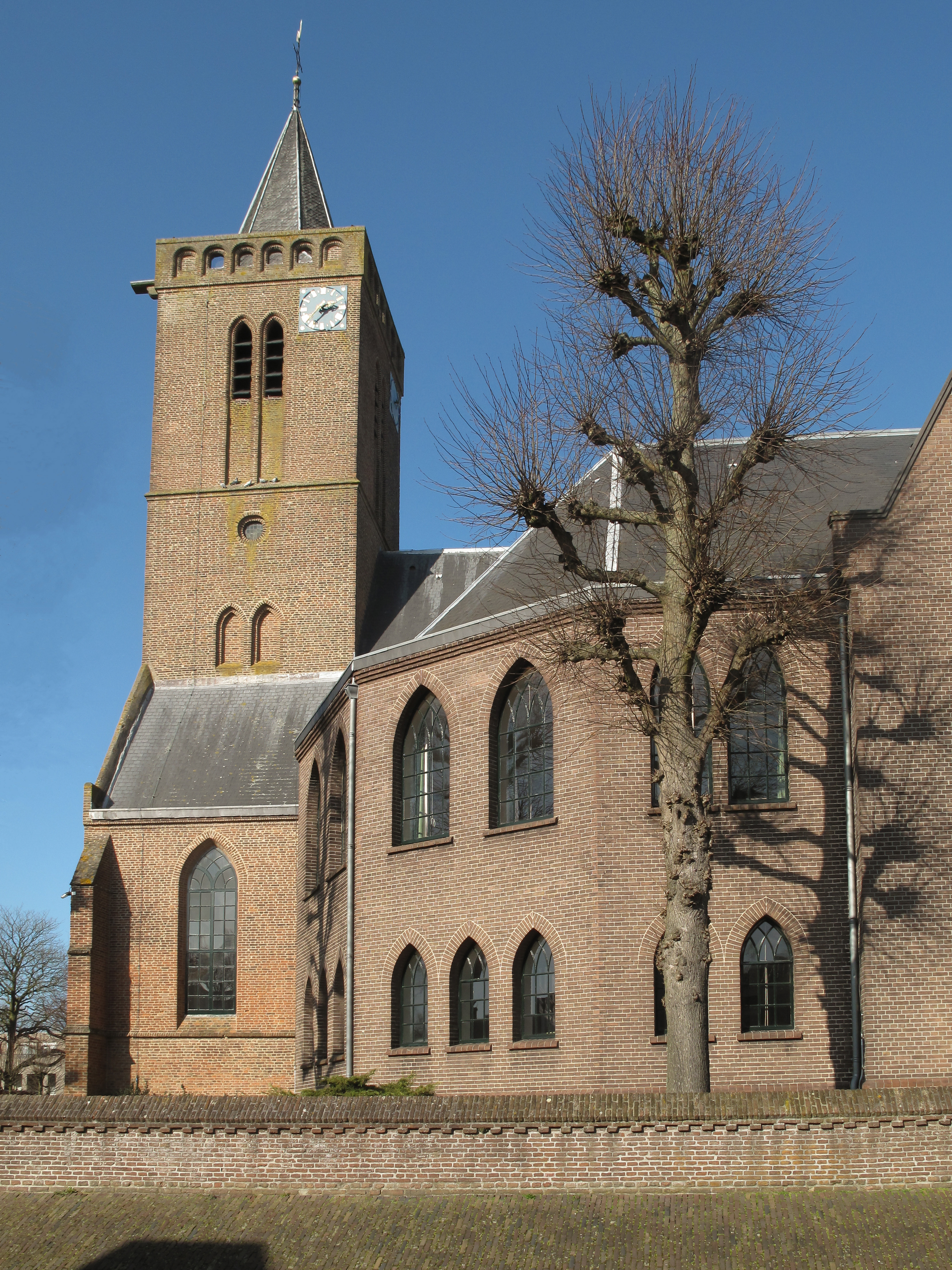